# 豐業銀行馬鞍體育館
豐業銀行馬鞍體育館（英語：Scotiabank Saddledome）是加拿大亞伯達省卡加利的主要室內體育館。此場館座落卡城市中心東端的牛仔節會場，1983年開幕後成為國家冰球聯盟（NHL）卡加利火焰的主場，而1988年冬季奧運會冰球和花式溜冰項目的部分賽事亦在此舉行。除了火焰隊外，場館現時也是西部冰球聯盟（WHL）卡加利職業殺手隊和國家長曲棍球聯盟（NLL）卡加利流氓隊的主場，並不時舉辦其他體育活動、演唱會、展覽會、以及牛仔節的部分活動。
場館屬卡加利市政府擁有，舉行冰球比賽時可以容納19,289名觀眾。

## 歷史
卡城過去的主要室內體育館為座落牛仔節會場的牛仔節競技場（Stampede Corral）。該場館於1950年開幕，當時是加拿大西部最大的室內運動場館，並於1975年成為世界冰球協會（World Hockey Association，WHA）卡加利牛仔隊的主場。然而，到了1977年，WHA和NHL合併的大局已定，而合併後的NHL亦無意在設施已趨殘舊的牛仔節競技場舉行賽事，牛仔隊因此沒有從WHA過渡到NHL作賽。
NHL的亞特蘭大火焰隊於1980年遷至卡城後，牛仔節競技場成為該隊的臨時主場館，但該隊長遠需要一座規模較大的新場館。而隨著卡城申請1988年冬季奧運會的主辦權，市議會亦開始研究新場館的選址，最終剩下維多利亞公園社區（Victoria Park）的兩個位置。然而，方案招來該區的居民協會強烈反對，該會更揚言市政府一意孤行的話便會反對卡城申奧。
1981年3月3日，市議會通過在牛仔節會場內，牛仔節競技場以東和維多利亞公園以南的地段興建一個可容納2萬人的新室内場館。場館須待該片土地的用途獲准變更後才可動工，但維多利亞公園的居民繼續就此程序與市政府抗爭，令動工日期一再拖延。時任市長簡欣（Ralph Klein）因此於1981年7月提出將該片土地轉交省政府，以繞過更改土地用途的上訴程序。省政府接納建議，並引用特權淩駕城市規劃條例，工程因此於同月29日正式展開。
新場館的外形呈雙曲拋物面狀，貌似馬鞍，與卡城的西部文化甚為貼切。場館徵名比賽的1270名參賽者中，735人所提供的名字裏包括馬鞍（Saddle）一詞。最後脫穎而出的名字－奧林匹克馬鞍體育館（Olympic Saddledome）－是從一系列相似名字中抽籤而成。
場館造價最初預算為6千萬元，後來修訂為8千萬元。項目最終造價為9770萬元，並遲了8個月完工，省議會內的在野黨議員並要求政府就此舉行公開聆訊。由市政府舉行的聆訊將問題歸咎於項目經理，而項目所超出的經費則需由省政府和市政府承擔。場館於1983年10月15日開幕，首場活動為卡加利火焰對愛民頓油人的NHL賽事，火焰在新主場以3-4敗於油人。
馬鞍體育館開幕後，上層座位仍未完工，因此場館初期的座位數為16,605。隨著冬奧逼近，卡城奧組委斥資100萬元在上層加建座位，趕及在冬奧開幕前完成，座位數上升至20,016。馬鞍體育館是北美首座達致國際標準冰球場規模的室内體育館（國際標準場較NHL標準場濶13英尺）；國際冰球協會指出場館是歷屆冬奧中最大的冰球場，又稱場館是「全球最佳的國際標準冰球場」（"the finest international rink in the world"）。
火焰隊於1994年向市政府和馬鞍體育館基金會請求擴建場館，以增設豪華包廂和俱樂部座位。工程造價約為1800萬元；球隊希望市政府可從聯邦政府基建項目撥款中爭取款項來支付造價的大部分金額，同時卻否決在球賽票價中增收附加費。媒體報道指市議會若否決方案的話，火焰隊會考慮遷離卡城。球隊東主否認報道内容，但稱他們曾考慮在市內其他地點另建新館。經過雙方連月商議，市議會以9票對6票通過火焰隊的場館擴建方案。場館擴建工程從1994年至1995年間進行，新增41個豪華包廂、1172個俱樂部座位、餐廳、辦公空間以及停車場。場館於1995年10月25日（即1995-96年度球季火焰隊首場主場賽事同日）重新開放。
場館擴建期間，火焰隊與加拿大國際航空公司簽約，後者以每年約100萬元冠名贊助體育館，為期20年；體育館遂改稱加拿大國際航空馬鞍體育館（Canadian Airlines Saddledome）。加拿大國際航空於2000年停業並由加拿大航空收購後，公司成為場館的新冠名贊助商，場館遂改稱馬鞍體育館。為期十年的冠名贊助合約於2010年屆滿後，加拿大豐業銀行購入命名權，場館遂改為現稱。

## 外部連結
- 豐業銀行馬鞍體育館官方網站（页面存档备份，存于）